# Decachorda fulvia
Decachorda fulvia är en fjärilsart som beskrevs av Druce 1886. Decachorda fulvia ingår i släktet Decachorda och familjen påfågelsspinnare. Inga underarter finns listade i Catalogue of Life.